# 功普
宗室功普（转写：Uksun Gumpu；1786年12月23日—1845年12月21日，乾隆五十一年十一月初三日子時－道光二十五年十一月二十三日丑時），一名功譜，字停舫。清朝宗室正藍旗第九族永字輩，清朝政治人物。

## 生平
嘉慶十三年（1808年）戊辰恩科宗室鄉試舉人。
嘉慶二十二年（1817年）丁丑科第三甲第三十五名同進士出身。以主事用，分吏部學習。
道光六年（1826年）補吏部主事。
八年（1828年）九月，調任戶部三庫檔房主事。
十一年（1831年）十一月，三年期滿仍回任吏部主事。
十二年（1832年）二月，升任禮部員外郎
十三年（1833年）六月，特授改補右春坊右庶子。九月，轉左春坊左庶子。十月，擢翰林院侍講學士。
十四年（1834年）八月，轉翰林院侍讀學士。九月，充日講起居注官。
十五年（1835年）六月初七日，擢詹事府詹事。七月十九日，遷通政使司通政使。十月初八日，遷都察院左副都御史。
十六年（1836年）九月二十六日，擢理藩院右侍郎。十二月，兼授鑲紅旗蒙古副都統。
十七年（1837年）正月二十二日，調任盛京工部侍郎。協同管理盛京內務府事務。五月，奏陳勘估東塔永光寺寶塔工程事項。十二月初五日，遷兵部右侍郎。
十八年（1838年）四月，以兵部右侍郎充任對引大臣，授鑲白旗蒙古副都統。閏四月，以兵部右侍郎兼管光祿寺事務。五月，改調正白旗滿洲副都統。八月，充任右翼崇文門監督。十一月十五日，以兵部右侍郎署理倉場侍郎。偕同倉場侍郎趙盛奎奏請：「京城內外各倉收儲新糧，原係勻派支放，近來南糧抵壩較遲，每至回空限逼，起卸輪轉不及，城外太平、萬安、裕豐、儲濟四倉，歷經奏明，多儲新漕，以速轉運。見在覈計太平倉所存米石，尚可趕運城內各倉收儲，惟萬安、裕豐、儲濟三倉，舊存、新收粳粟稄米較城內七倉為數稍多，必須疏通，以為新糧地步。查嘉慶十二年及道光十五年奏准，將官員俸米改由城外各倉支放。今萬安、裕豐、儲濟三倉存米既多，應請敕部仍照前辦理，俾倉儲早為疏通，新漕得以進運迅速。」道光帝准許之。
同月，正白旗揀選佐領，功普因兵部尚書奕顥囑託，致書參領福拉納，令將前鋒校吉慶選入，福拉納將此事稟明正白旗滿州都統奕紀，奕紀據實參奏；十一月二十六日，道光帝降旨「公然囑託，實屬辜恩膽大」，將功普革職交軍機大臣會同宗人府、刑部嚴加審訊，隨即審實定罪，發配盛京效力贖罪。
十九年（1839年）正月，盛京將軍耆英奏陳：「緣事奉旨發往盛京効力贖罪之宗室奕顥、功普，在盛京人地相熟，今當嚴拏烟土之際，伊二人正可多覺眼線，設法搜拏，藉此効力。」
二十年（1840年）二月，道光帝降旨加恩，與奕顥自盛京獲釋歸回。
二十三年（1843年）以庫案繳清，開復敘用已革官員，功普仍歸另案革職。
二十五年（1845年）十一月二十三日，卒。

## 家庭及關聯
- 八世祖：清顯祖塔克世（？－1583年）。
- 七世祖：誠毅勇壯貝勒穆爾哈齊（1561年－1620年），塔克世次子，初封誠毅貝勒，追封多羅。
- 六世祖：固山襄敏貝子務達海（1601年－1655年），穆爾哈齊第四子，初封三等輔國將軍、累封固山貝子；初授鑲白旗副都統，官至議政大臣、左都御史。
- 高祖父：鎮國純和公托克托惠（1633年－1673年），務達海第六子，初封三等輔國將軍，署封奉恩鎮國公。
- 曾祖父：不入八分鎮國襄毅公揚福（1665年－1715年），托克托慧第八子，初封三等奉國將軍，累封二等奉國將軍，襲封不入八分鎮國公；初授右衛
- 祖父：奉國將軍莽顧賚（1710年－1785年），揚福第十七子，襲封三等奉國將軍，官至寧夏將軍。

- 父：宗室來誠（1752年－1800年），莽顧賚第四子，官至遼陽城守尉。
- 母：圖博特氏，來誠正室，二等侍衛武爾圖納遜之女。

- 功普排行第五，有兄四人：
  - 宗室恭林（1770年－1814年），閑散。
  - 宗室恭秀（1773年－？年），過繼予族伯德爾登額。
  - 奉恩將軍恭耀（1775年－1836年），襲封奉恩將軍，官至城守尉。
  - 宗室恭順（1776年－1828年），官宗學總管。

### 妻妾
- 正室：鈕祜祿氏，忠德之女。
- 繼室：額勒德特氏，三等侍衛慶長之女。
- 側室：董氏，董大之女。

### 子女
- 長子：德餘（1835年－1866年），閑散，無嗣。
- 次子：德齊（1839年－1865年），閑散，無嗣。